# Pseudomesus similis
Pseudomesus similis är en kräftdjursart som beskrevs av Yakov Avadievich Birstein1963. Pseudomesus similis ingår i släktet Pseudomesus och familjen Desmosomatidae. Inga underarter finns listade i Catalogue of Life.